# ووچین
ووچین (به لاتین: Vowchyn) یک منطقهٔ مسکونی در بلاروس است که در منطقه بریست واقع شده‌است. ووچین ۵۰۸ نفر جمعیت دارد.